# Niwa Shion
Shion Niwa (丹羽 詩温 Niwa Shion, sinh ngày 18 tháng 6 năm 1994), là một cầu thủ bóng đá người Nhật Bản gốc Hoa Kỳ thi đấu ở vị trí tiền đạo cho Ehime FC.

## Thống kê câu lạc bộ
Cập nhật đến ngày 23 tháng 2 năm 2018.
| Thành tích câu lạc bộ | Thành tích câu lạc bộ | Thành tích câu lạc bộ | Giải vô địch | Giải vô địch | Cúp                   | Cúp                   | Tổng cộng | Tổng cộng |
| Mùa giải              | Câu lạc bộ            | Giải vô địch          | Số trận      | Bàn thắng    | Số trận               | Bàn thắng             | Số trận   | Bàn thắng |
| Nhật Bản              | Nhật Bản              | Nhật Bản              | Giải vô địch | Giải vô địch | Cúp Hoàng đế Nhật Bản | Cúp Hoàng đế Nhật Bản | Tổng cộng | Tổng cộng |
| --------------------- | --------------------- | --------------------- | ------------ | ------------ | --------------------- | --------------------- | --------- | --------- |
| 2017                  | Ehime FC              | J2 League             | 34           | 7            | 2                     | 1                     | 36        | 8         |
| Tổng                  | Tổng                  | Tổng                  | 34           | 7            | 2                     | 1                     | 36        | 8         |